# Бучель Наталія Анатоліївна
Бучель Наталія Анатоліївна (Коломієць) (12 березня 1952,  м. Київ печерський р-н — 5 грудня 2020,  м. Київ) — співачка, композитор, авторка пісень, заслужена артистка України.
Народилася в творчій родині. Батько — композитор та педагог Коломієць Анатолій Панасович, мати — хормейстер і редактор українського радіо Шевцова Наталія Пилипівна, двоюрідний дідусь —український актор та режисер Кошевський Костянтин Петрович , двоюрідна бабуся — українська актриса Поліна Скляр-Отава. Дідусь — Шевцов Пилип Іларіонович — український радянський діяч, виконувач обов'язків голови Одеського облвиконкому (1937 р.). Жертва сталінських репресій.
Закінчила Національний педагогічний університет імені М. П. Драгоманова (1973).

### Трудова діяльність
Була солісткою Укрконцерту, Київконцерту, Національної філармонії України (1977—1992).
Створила більш як 100 обробок народних пісень у супроводі шестиструнної гітари, номери до фільмів «Люди та маски», «Дощ у чужому місті», «Нехай він виступить», «Овід».
Авторка й виконавиця пісень на вірші сучасних поетів (Ліни Костенко, Марії Влад, Світлани Короненко, Романа Скиби).
Працювала в Інститут мистецтвознавства, фольклористики та етнології імені М. Т. Рильського НАН України старшим лаборантом відділу фольклористики (группа рукописних фондів) (1974—1977, 1992—1997).
Упорядниця 2-го тому книги  «Весільні пісні» (1988).
Упродовж 1999—2002 рр. працювала коментатором редакції літературних та художніх програм .
Протягом 2002—2004 рр. — ведуча програми, редактор літературних передач, дирекції мистецьких програм .
2004 рр. працювала  завідувачкою редакції літературно-мистецьких передач, дирекції мистецьких програм .
Упродовж 2004—2007 рр. — головним редактором головної редакції класичної та народної музики, дирекції мистецьких програм .
Завідувачка редакції музичних передач редакції художнього мовлення, дирекції мистецьких програм протягом 2007—2010 рр.
Автор та ведуча циклу радіопередач "Чарівне коло"
Лауреат фестивалю "Оберіг"

## Творчість

### Українські пісні
Козак од'їжджає [Архівовано 31 січня 2021 у Wayback Machine.]
Ой купила мати корову [Архівовано 31 січня 2021 у Wayback Machine.]
Ой на горі вогонь горить [Архівовано 31 січня 2021 у Wayback Machine.]
Іванку, Іванку [Архівовано 30 січня 2021 у Wayback Machine.]
Урвалася струнва [Архівовано 31 січня 2021 у Wayback Machine.]

### Пісні на вірші сучасних поетів
Чорна гора (О. Різник) [Архівовано 30 січня 2021 у Wayback Machine.]
Боса-нова (С. Тризубий) [Архівовано 31 січня 2021 у Wayback Machine.]
Августіно (С. Короненко) [Архівовано 31 січня 2021 у Wayback Machine.]
Пісенька з варіаціями (Ліна Костенко)

## Відзнаки
25 квітня 2012 року нагороджена медаллю "25 РОКІВ ЧОРНОБИЛЬСЬКОЇ КАТАСТРОФИ" -  ВСЕУКРАЇНСЬКА ГРОМАДСЬКА ОРГАНІЗАЦІЯ "АСОЦІАЦІЯ "АФГАНЦІ" ЧОРНОБИЛЯ"